# Picotin (livres pour enfants)
Pour les articles homonymes, voir Picotin.
Picotin est le nom du héros principal, un petit âne, d'un ensemble de livres pour enfants, de la collection Les Albums roses. Les illustrations sont de Romain Simon. 
Picotin est un petit âne tout noir. Il a de longues oreilles, un museau gris et une langue rose.  Et il gambade joyeusement dans un pré.
- Picotin à Paris
- Picotin et nénuphar
- Picotin apprend à compter (1955)
- Picotin autour du monde (1959)
- Picotin le petit âne (1954)[1]
- Picotin musicien (1954)
- Picotin et ses amis (1955)

Ces aventures ont été rééditées dans les années 2000 dans la collection un petit livre d'argent aux éditions Deux Coqs d'Or . 
Aujourd'hui "Picotin" est un surnom affectueux donné aux animaux de compagnie et d'élevage. 